# Teen Top/Diskografie
Diese Diskografie ist eine Übersicht über die musikalischen Werke der südkoreanischen Boygroup Teen Top.

## Alben

### Studioalben
| Jahr | Titel Musiklabel    | Höchstplatzierung, Gesamtwochen, AuszeichnungChartplatzierungen (Jahr, Titel, Musiklabel, Platzierungen, Wochen, Auszeichnungen, Anmerkungen) | Höchstplatzierung, Gesamtwochen, AuszeichnungChartplatzierungen (Jahr, Titel, Musiklabel, Platzierungen, Wochen, Auszeichnungen, Anmerkungen) | Anmerkungen                            |
| Jahr | Titel Musiklabel    | KR | JP | Anmerkungen                            |
| ---- | ------------------- | --- | --- | -------------------------------------- |
| 2013 | No. 1 TOP Media     | KR2 (23 Wo.)KR | — | Erstveröffentlichung: 25. Februar 2013 |
| 2017 | High Five TOP Media | KR1 (7 Wo.)KR | JP17 (2 Wo.)JP | Erstveröffentlichung: 10. April 2017   |

### Kompilationen
| Jahr | Titel Musiklabel                | Höchstplatzierung, Gesamtwochen, AuszeichnungChartsChartplatzierungen (Jahr, Titel, Musiklabel, Platzierungen, Wochen, Auszeichnungen, Anmerkungen) | Anmerkungen                                     |
| Jahr | Titel Musiklabel                | JP | Anmerkungen                                     |
| ---- | ------------------------------- | --- | ----------------------------------------------- |
| 2012 | Japan First Edition Universal D | JP19 (2 Wo.)JP | Erstveröffentlichung: 23. Mai 2012 nur in Japan |

### EPs
| Jahr | Titel Musiklabel                       | Höchstplatzierung, Gesamtwochen, AuszeichnungChartplatzierungen (Jahr, Titel, Musiklabel, Platzierungen, Wochen, Auszeichnungen, Anmerkungen) | Höchstplatzierung, Gesamtwochen, AuszeichnungChartplatzierungen (Jahr, Titel, Musiklabel, Platzierungen, Wochen, Auszeichnungen, Anmerkungen) | Anmerkungen                              |
| Jahr | Titel Musiklabel                       | KR | JP | Anmerkungen                              |
| ---- | -------------------------------------- | --- | --- | ---------------------------------------- |
| 2011 | Roman TOP Media                        | KR2 (13 Wo.)KR | — | Erstveröffentlichung: 26. Juli 2011      |
| 2012 | It’s TOP Media                         | KR3 (28 Wo.)KR | — | Erstveröffentlichung: 9. Januar 2012     |
| 2012 | Artist TOP Media                       | KR2 (29 Wo.)KR | — | Erstveröffentlichung: 30. Mai 2012       |
| 2013 | Teen Top Class (틴탑 클래스) TOP Media | KR1 (15 Wo.)KR | — | Erstveröffentlichung: 26. August 2013    |
| 2014 | Éxito TOP Media                        | KR1 (6 Wo.)KR | — | Erstveröffentlichung: 15. September 2014 |
| 2015 | Natural Born Teen Top TOP Media        | KR1 (6 Wo.)KR | — | Erstveröffentlichung: 22. Juni 2015      |
| 2016 | Red Point TOP Media                    | KR1 (5 Wo.)KR | — | Erstveröffentlichung: 18. Januar 2016    |
| 2018 | Seoul Night TOP Media                  | KR1 (5 Wo.)KR | — | Erstveröffentlichung: 8. Mai 2018        |
| 2019 | Dear. N9ne TOP Media                   | KR6 (2 Wo.)KR | JP32 (1 Wo.)JP | Erstveröffentlichung: 4. Juni 2019       |
| 2023 | 4Sho TOP Media                         | KR6 (1 Wo.)KR | — | Erstveröffentlichung: 4. Juli 2023       |

### Single-Alben
| Jahr | Titel Musiklabel                    | Höchstplatzierung, Gesamtwochen, AuszeichnungChartsChartplatzierungen (Jahr, Titel, Musiklabel, Platzierungen, Wochen, Auszeichnungen, Anmerkungen) | Anmerkungen                             |
| Jahr | Titel Musiklabel                    | KR | Anmerkungen                             |
| ---- | ----------------------------------- | --- | --------------------------------------- |
| 2010 | Come into the World TOP Media       | KR3 (15 Wo.)KR | Erstveröffentlichung: 9. Juli 2010      |
| 2011 | Transform TOP Media                 | KR6 (20 Wo.)KR | Erstveröffentlichung: 12. Januar 2011   |
| 2012 | Be Ma Girl Summer Special TOP Media | KR2 (10 Wo.)KR | Erstveröffentlichung: 3. August 2012    |
| 2014 | Snow Kiss TOP Media                 | KR4 (4 Wo.)KR | Erstveröffentlichung: 10. Dezember 2014 |

## Singles
| Jahr | Titel Album                                           | Höchstplatzierung, Gesamtwochen, AuszeichnungChartsChartplatzierungen (Jahr, Titel, Album, Platzierungen, Wochen, Auszeichnungen, Anmerkungen) | Anmerkungen                              |
| Jahr | Titel Album                                           | KR | Anmerkungen                              |
| --- | ----------------------------------------------------- | --- | ---------------------------------------- |
| 2010 | Clap (박수) Come into the World                       | KR69 (7 Wo.)KR | Erstveröffentlichung: 9. Juli 2010       |
| 2011 | Supa Luv Transform                                    | KR40 (7 Wo.)KR | Erstveröffentlichung: 12. Januar 2011    |
| 2011 | Supa Luv A-Rex Remix –                                | KR78 (1 Wo.)KR | Erstveröffentlichung: 2011 Promo-Single  |
| 2011 | No More Perfume On You (향수 뿌리지마) Roman          | KR12 (20 Wo.)KR | Erstveröffentlichung: 26. Juli 2011      |
| 2012 | Going Crazy (미치겠어) It’s                           | KR10 (12 Wo.)KR | Erstveröffentlichung: 5. Januar 2012     |
| 2012 | To You Artist                                         | KR13 (13 Wo.)KR | Erstveröffentlichung: 30. Mai 2012       |
| 2012 | Be Ma Girl (나랑 사귈래?) Summer Special ’Be Ma Girl’ | KR9 (8 Wo.)KR | Erstveröffentlichung: 3. August 2012     |
| 2013 | I Wanna Love No. 1                                    | KR28 (3 Wo.)KR | Erstveröffentlichung: 15. Februar 2013   |
| 2013 | Missing You No. 1                                     | KR64 (1 Wo.)KR | Erstveröffentlichung: 1. März 2013       |
| 2013 | Miss Right No. 1                                      | KR8 (13 Wo.)KR | Erstveröffentlichung: 25. Februar 2013   |
| 2013 | Walk by... No. 1                                      | KR41 (3 Wo.)KR | Erstveröffentlichung: 25. April 2013     |
| 2013 | Rocking Teen Top Class                                | KR7 (7 Wo.)KR | Erstveröffentlichung: 26. August 2013    |
| 2013 | Lovefool Teen Top Class                               | KR40 (1 Wo.)KR | Erstveröffentlichung: 25. Oktober 2013   |
| 2014 | Missing Éxito                                         | KR8 (6 Wo.)KR | Erstveröffentlichung: 14. September 2014 |
| 2014 | I’m Sorry Éxito                                       | KR33 (1 Wo.)KR | Erstveröffentlichung: 10. November 2014  |
| 2014 | Snow Kiss                                             | KR72 (1 Wo.)KR | Erstveröffentlichung: 12. Dezember 2014  |
| 2015 | Ah-Ah Natural Born Teen Top                           | KR14 (4 Wo.)KR | Erstveröffentlichung: 22. Juni 2015      |
| 2015 | Except for Me –                                       | — | Erstveröffentlichung: 8. August 2015     |
| 2016 | Warning Sign Red Point                                | KR47 (1 Wo.)KR | Erstveröffentlichung: 18. Januar 2016    |
| 2017 | Love Is High Five                                     | KR91 (1 Wo.)KR | Erstveröffentlichung: 10. April 2017     |
| 2018 | Seoul Night                                           | — | Erstveröffentlichung: 8. Mai 2018        |
| 2018 | Lover Teen Top Story: 8pisode                         | — | Erstveröffentlichung: 3. Juli 2018       |
| 2019 | Runaway Dear. N9ne                                    | — | Erstveröffentlichung: 4. Juni 2019       |
| 2020 | To You 2020 –                                         | — | Erstveröffentlichung: 2020               |
| 2023 | HWeek 4Sho                                            | — | Erstveröffentlichung: 2023               |
| Folgende Lieder erschienen nicht als Single, wurden aber durch das Album zum Download und Streaming bereitgestellt und konnten somit eine Platzierung erlangen: |                                                       | |                                          |
| |                                                       | |                                          |
| 2012 | Baby U Artist                                         | KR90 (1 Wo.)KR | Charteinstieg: 5. Februar 2012           |
| 2013 | Don’t I Teen Top Class                                | KR72 (1 Wo.)KR | Charteinstieg: 31. August 2013           |
| 2013 | Date Teen Top Class                                   | KR113 (1 Wo.)KR | Charteinstieg: 31. August 2013           |
| 2013 | Oh! Good Teen Top Class                               | KR134 (1 Wo.)KR | Erstveröffentlichung: 31. August 2013    |
| 2013 | Rock Star Teen Top Class                              | KR153 (1 Wo.)KR | Erstveröffentlichung: 31. August 2013    |
| 2013 | Teen Top Class                                        | KR160 (1 Wo.)KR | Erstveröffentlichung: 31. August 2013    |

## Videoalben und Musikvideos

### Videoalben
| Jahr | Titel Musiklabel                                 | Höchstplatzierung, Gesamtwochen, AuszeichnungChartsChartplatzierungen (Jahr, Titel, Musiklabel, Platzierungen, Wochen, Auszeichnungen, Anmerkungen) | Anmerkungen                             |
| Jahr | Titel Musiklabel                                 | JP | Anmerkungen                             |
| ---- | ------------------------------------------------ | --- | --------------------------------------- |
| 2012 | aRtisT Special DVD TOP Media                     | — | Erstveröffentlichung: 12. Dezember 2012 |
| 2013 | Teen Top Zepp Tour 2012 Live in Japan KBS Media  | JP15 (3 Wo.)JP | Erstveröffentlichung: 8. Mai 2013       |
| 2013 | 2013 Teen Top No. 1 Asia Tour in Seoul KBS Media | JP20 (2 Wo.)JP | Erstveröffentlichung: 21. August 2013   |
| 2014 | Teen Top Holiday in Hawaii KBS Media             | JP18 (2 Wo.)JP | Erstveröffentlichung: 12. März 2014     |
| 2014 | Teen Top 2014 Arena Tour “High Kick” ACM         | JP23 (2 Wo.)JP | Erstveröffentlichung: 16. Juli 2014     |

### Musikvideos
| Jahr | Titel                                               | Länge | Anmerkungen                                                        |
| ---- | --------------------------------------------------- | ----- | ------------------------------------------------------------------ |
| 2010 | Clap                                                | 3:29  | Debütsingle, feat. After Schools Lizzy                             |
| 2010 | Clap (Tanz Version)                                 | 3:19  |                                                                    |
| 2011 | Supa Luv                                            | 3:35  | feat. Shinhwas Eric Mun                                            |
| 2011 | Supa Luv (Tanz Version)                             | 3:18  |                                                                    |
| 2011 | Supa Luv A-Rex Remix                                | 3:19  | OST für den Film Beastly                                           |
| 2011 | Angel                                               | 3:40  |                                                                    |
| 2011 | No More Perfume on You (향수 뿌리지마)              | 3:32  | feat. Park Si-yeon                                                 |
| 2011 | No More Perfume on You (향수 뿌리지마) Tanz Version | 3:32  |                                                                    |
| 2012 | Going Crazy (미치겠어) Full Version                 | 4:52  | erste Single, feat. 4Minutes So Hyun                               |
| 2012 | Going Crazy (미치겠어) Tanz Version                 | 3:13  |                                                                    |
| 2012 | To You                                              | 3:50  | feat. Song Hae-na (Finalistin von Korea’s Next Top Model, Cycle 2) |
| 2012 | To You (Performance Version)                        | 3:08  |                                                                    |
| 2012 | Be Ma Girl                                          | 3:21  | feat. 100%                                                         |
| 2012 | Be Ma Girl (Performance Version)                    | 3:18  |                                                                    |
| 2013 | I Wanna Love (사랑하고 싶어)                        | 3:01  | in Hongkong                                                        |
| 2013 | Miss Right (긴 생머리 그녀)                         | 3:48  | feat. Shin Bora (Komikerin)                                        |
| 2013 | Miss Right (Tanz Version)                           | 3:18  |                                                                    |
| 2013 | Miss Right (Locker Room One Take Version)           | 3:21  |                                                                    |
| 2013 | Walk by… (길을 걷다가…)                             | 3:18  |                                                                    |
| 2013 | Clap Encore (박수 앙코르)                           | 3:54  |                                                                    |
| 2013 | Rocking (장난아냐)                                  | 3:35  |                                                                    |
| 2013 | Rocking (장난아냐) Tanz Version                     | 3:27  |                                                                    |
| 2013 | Date                                                | 3:09  |                                                                    |
| 2013 | Lovefool                                            | 4:05  |                                                                    |
| 2014 | Missing (쉽지않아)                                  | 4:04  |                                                                    |
| 2014 | Missing (Tanz Version)                              | 3:33  |                                                                    |
| 2014 | I’m Sorry (우린 문제없어)                           | 4:08  |                                                                    |
| 2014 | Snow Kiss (눈사탕)                                  | 3:09  |                                                                    |
| 2015 | Ah-Ah (아침부터 아침까지)                           | 3:39  |                                                                    |
| 2015 | Ah-Ah (Free Version)                                | 3:29  |                                                                    |
| 2016 | Warning Sign (사각지대)                             | 3:45  |                                                                    |
| 2016 | Warning Sign (Dance Version)                        | 3:19  |                                                                    |
| 2016 | Don’t Drink                                         | 3:35  |                                                                    |
| 2016 | Apocalypse                                          | 2:33  |                                                                    |
| 2016 | Love Comes                                          | 3:19  |                                                                    |
| 2017 | Love Is                                             | 4:00  |                                                                    |
| 2017 | Love Is (Dance Version)                             | 3:32  |                                                                    |
| 2018 | Seoul Night                                         | 3:15  |                                                                    |
| 2018 | Seoul Night (Dance Version)                         | 3:14  |                                                                    |
| 2018 | Lover                                               | 3:23  |                                                                    |
| 2018 | Run Away                                            | 3:12  |                                                                    |
| 2018 | Run Away (Performance Version)                      | 3:12  |                                                                    |
| 2023 | Hweek                                               | 3:23  |                                                                    |
| 2023 | Hweek (Performance Version)                         | 3:22  |                                                                    |

## Statistik

### Chartauswertung
|                     | KR     | JP    |
| ------------------- | ------ | ----- |
| Nummer-eins-Alben   | KR6KR  | JP—JP |
| Top-10-Alben        | KR15KR | JP—JP |
| Alben in den Charts | KR17KR | JP3JP |

|                       | KR     |
| --------------------- | ------ |
| Nummer-eins-Singles   | KR—KR  |
| Top-10-Singles        | KR5KR  |
| Singles in den Charts | KR25KR |

|                          | JP    |
| ------------------------ | ----- |
| Nummer-eins-Videoalben   | JP—JP |
| Top-10-Videoalben        | JP—JP |
| Videoalben in den Charts | JP4JP |